# Salbia endolasea
Salbia endolasea is een vlinder uit de familie van de grasmotten (Crambidae), uit de onderfamilie van de Spilomelinae. De wetenschappelijke naam van deze soort is voor het eerst voorgesteld als Syngamia endolasea door George Francis Hampson in een publicatie uit 1912.
De soort komt voor op Saint Vincent.